# Otto Steinkopf (Admiral)
Otto Steinkopf (* 21. Juni 1874; † 2. April 1941) war ein deutscher Konteradmiral (Ing.) der Reichsmarine.

## Leben
Otto Steinkopf trat am 1. Mai 1893 in die Kaiserliche Marine ein und am 9. Dezember 1905 wurde ihm das Patent als Marine-Ingenieur verliehen. Am 15. November 1913 wurde er zum Marine-Stabsingenieur im Rang eines Kapitänleutnants befördert. 1914 war er im Reichsmarineamt. Später war er bis März 1918 als Ingenieur für elektrische Anlagen auf der Markgraf und kam dann bis Juni 1918 zur Ausbildung an die U-Bootschule. Anschließend war er bis Kriegsende als Divisionsingenieur bei der U-Boot-Division.
Nach dem Krieg wurde er in die Reichsmarine übernommen und am 8. März 1920 Korvettenkapitän (Ing.). Es folgten seine Beförderung zum Fregattenkapitän (Ing.) am 1. Februar 1922 und zum Kapitän zur See (Ing.) am 1. April 1922. Am 31. Oktober 1924 wurde er mit dem Charakter als Konteradmiral (Ing.) aus der Marine verabschiedet.